# Kristofferson
Kristofferson är Kris Kristoffersons debutalbum från 1970. Det återutgavs 1971 med titeln Me and Bobby McGee, efter att Janis Joplin fått en hit med sången med samma namn, och 2001 i CD-format.

## Låtlista
Alla låtar är skrivna av Kris Kristofferson, om annat inte anges.
1. "Blame It on the Stones" – 2:46
2. "To Beat the Devil" – 4:43
3. "Me and Bobby McGee" (Fred Foster/Kris Kristofferson) – 4:23
4. "Best of All Possible Worlds" – 3:01
5. "Help Me Make It Through the Night" – 2:24
6. "The Law Is for Protection of the People" – 2:40
7. "Casey's Last Ride" – 3:37
8. "Just the Other Side of Nowhere" – 3:39
9. "Darby's Castle" – 3:19
10. "For the Good Times" – 3:25
11. "Duvalier's Dream" – 2:58
12. "Sunday Mornin' Comin' Down" – 4:34
Bonusspår från CD-utgåvan
13. "The Junkie and the Juicehead, Minus Me" – 3:24
14. "Shadows of Her Mind" – 3:13
15. "The Lady's Not for Sale" (Kris Kristofferson/Cathy Pugh) – 3:27
16. "Come Sundown" – 2:36